# Justicia elegantula
Justicia elegantula är en akantusväxtart som beskrevs av Spencer Le Marchant Moore. Justicia elegantula ingår i släktet Justicia och familjen akantusväxter. Inga underarter finns listade i Catalogue of Life.